# Jang Yong-ho
Jang Yong-ho, južnokorejski lokostrelec, * 9. januar 1975. 
Sodeloval je na lokostrelskem delu poletnih olimpijskih igrah leta 1996, leta 2000 in leta 2004.